# Belgunda, Yadgir
Belgunda là một làng thuộc tehsil Yadgir, huyện Gulbarga, bang Karnataka, Ấn Độ.